# Clubiona meraukensis
Clubiona meraukensis là một loài nhện trong họ Clubionidae.
Loài này thuộc chi Clubiona. Clubiona meraukensis được Pater Chrysanthus miêu tả năm 1967.